# Thermalbad Bad Vöslau
Das Thermalbad Bad Vöslau ist ein Heilbad in der niederösterreichischen Gemeinde Bad Vöslau. Auf dem Gelände des Thermalbades befindet sich die Quelle des Vöslauer Mineralwassers.

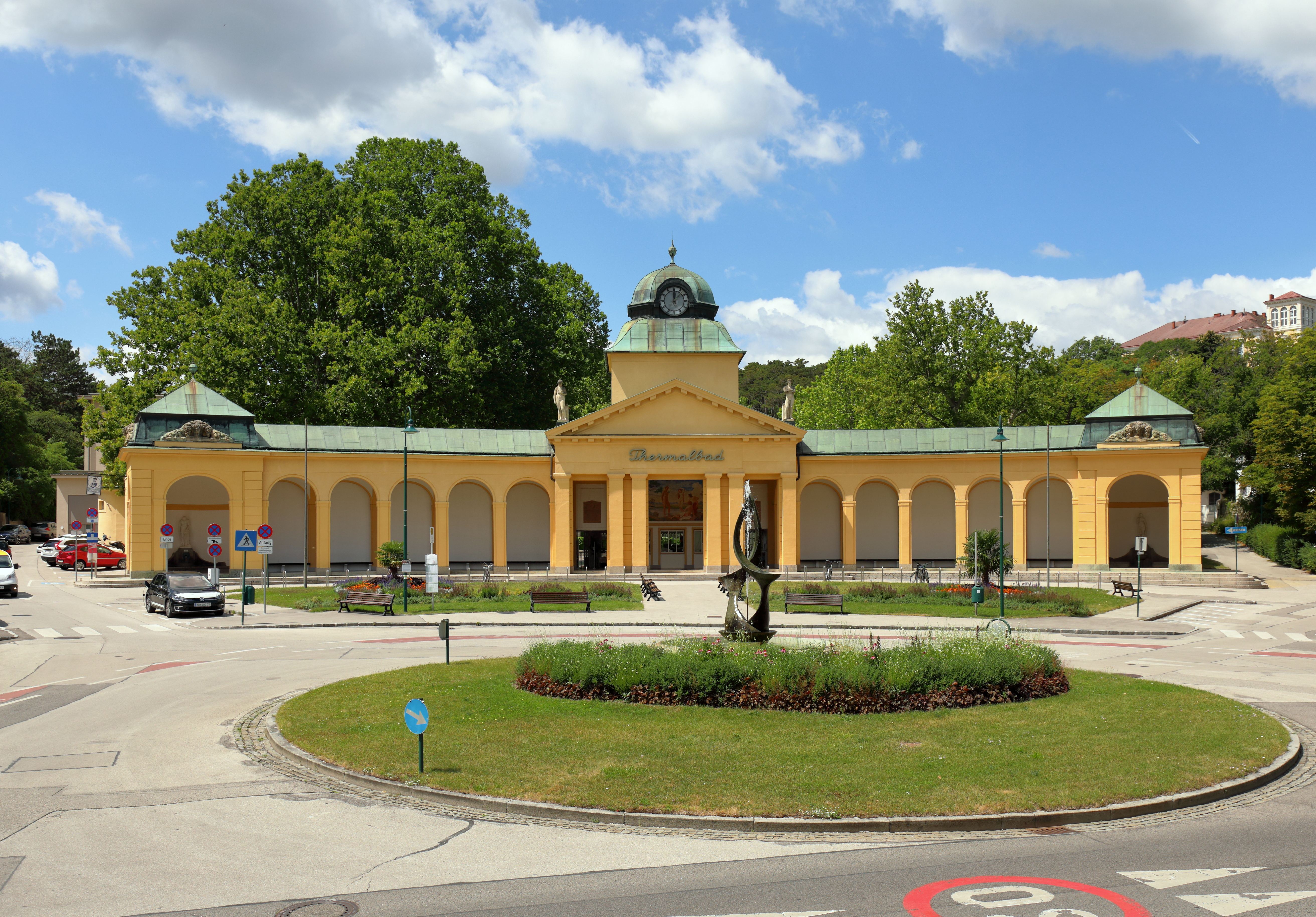
Thermalbad Bad Vöslau

## Geschichte

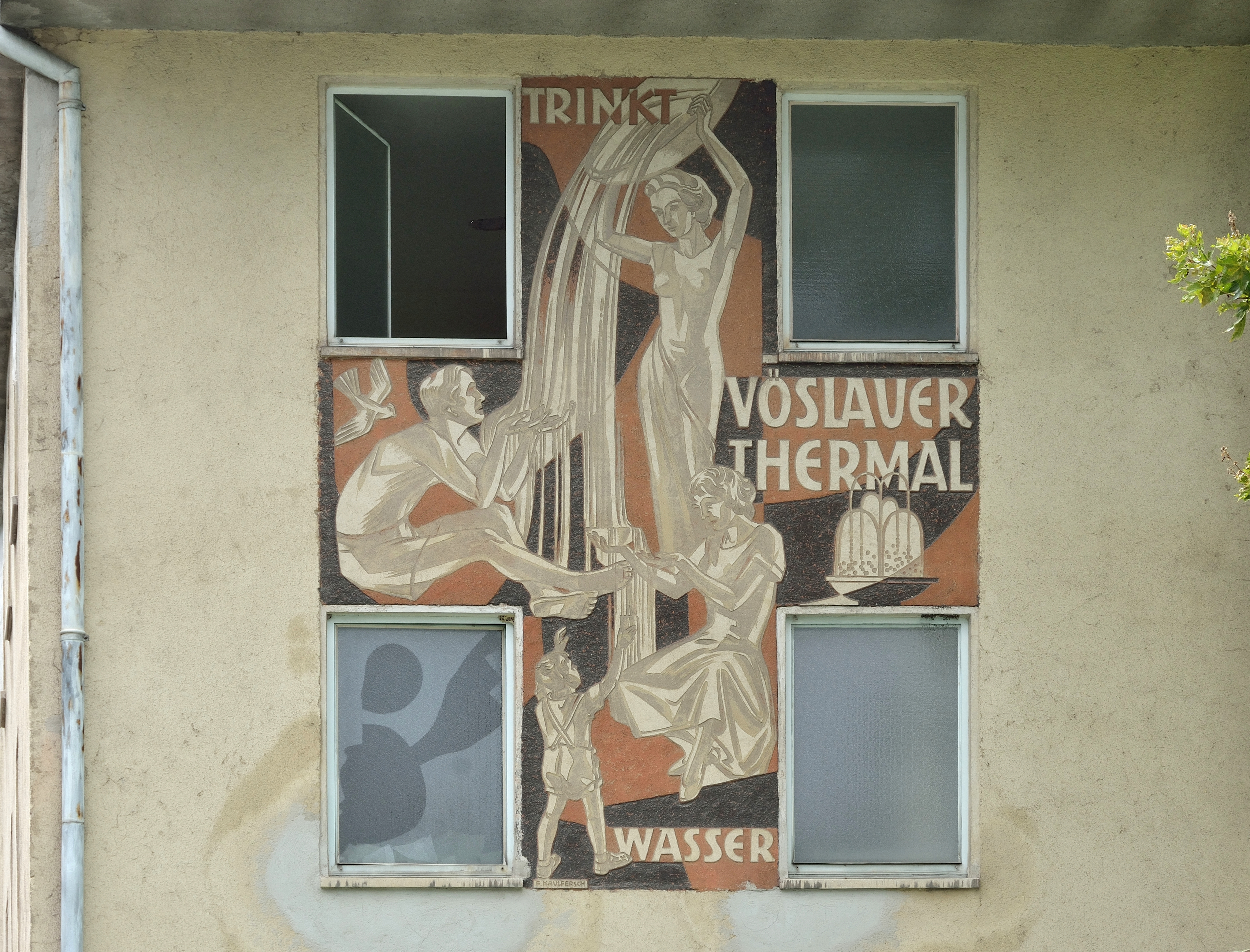
Franz Kaulfersch: „Trinkt Vöslauer Thermalwasser“

Schon die Römer kannten die Quellen an diesem Ort. Es handelt sich um „eine Akratotherme von 24 Grad Celsius mit 72 Sekundenliter Wassermenge, die durch Radioaktivität, die Reinheit des Wassers und ihre Heilwirkungen auf Erkrankungen des Blutkreislaufes, Nervenleiden, Frauenleiden bei Rekonvaleszenz nach Grippe und Operationen weltbekannt ist“. Der Badebetrieb in Bad Vöslau datiert seit dem Jahr 1822. Moritz von Fries eröffnete dort damals eine Badeanstalt. Der Mediziner Johann Malfatti ließ die Quelle im Jahr 1825 einfassen. Wiener Kurgäste frequentierten das Bad spätestens seit dem Anschluss mit der Südbahn in der zweiten Hälfte des 19. Jahrhunderts. 1873 wurde das Bad offiziell eröffnet. Die Benutzung durch Männer und Frauen erfolgte zu gesonderten Zeiten, zudem war unterschiedlich eingefärbte Badekleidung vorgeschrieben. Das Thermalbad war eine der ersten Badeanstalten Österreichs, in denen Frauen Schwimmunterricht erhalten konnten.

### Bau und künstlerische Gestaltung

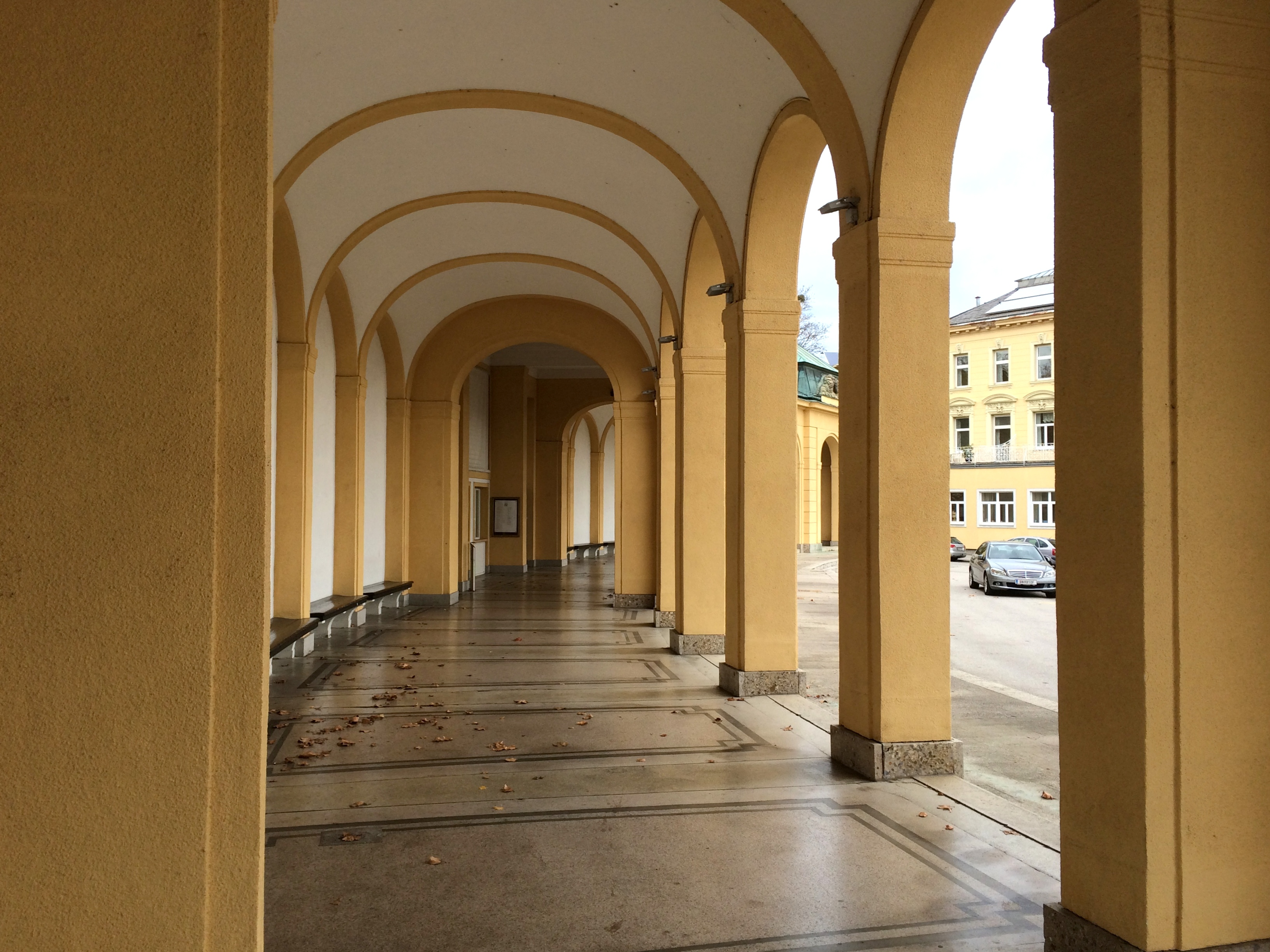

Theophil Hansen gestaltete 1873 – zur Zeit der Wiener Weltausstellung, als in Wien das Römische Bad errichtet wurde – das Bad neu. Hansens Gebäude wurden jedoch kurz nach dem Ersten Weltkrieg abgerissen. 1926 entwarfen die Architekten Peter Paul Brang und Wilhelm Eduart Luksch (1869–1941) das noch heute bestehende Freibad, in dem eine Reihe von Brunnenfiguren und Wandgemälden angebracht sind. Die sogenannte Schwedendusche wird von Thermalwasser gespeist, ebenso das Grüne Becken.
Die Plastiken stammen von Carl Langer (1877–1946) und Eugen Roth, das Wandbild im Portikus vom Max Roth (1868–1949) bzw. Hans Lukesch (1867–1936).
Eine denkmalgeschützte nahestehende Villa, die als „Café Thermalbad“ genutzt wurde, steht inzwischen leer. Die Vöslauer Mineralwasser AG, die das Gelände im Jahr 2018 von der Stadt erworben hatte, gab im Jahr 2020 bekannt, hier zu investieren und den Firmensitz einrichten zu wollen.

### Bekannte Gäste
Der Olympiasieger von 1896, der österreichische Schwimmer Paul Neumann, besuchte die Anlage. Auch der Schriftsteller Arthur Schnitzler war zu Gast, ebenso einige Mitglieder des österreichischen Kaiserhauses wie beispielsweise Erzherzog Friedrich. Die Mitglieder des Kaiserhauses reisten ab 1911 mit dem Hofsalonwagen der Wiener Lokalbahn an.

## Anlage
Das Areal des Thermalbades beläuft sich auf 45.000 m² und umfasst neben mehreren Becken und einer Sportanlage, Fitnessgelegenheiten, zwei Beachvolleyballplätze und einer Minigolfanlage auch den Marienpark. Zudem befindet sich die Quelle des Vöslauer-Mineralwassers, das seit 2010 von der Ottakringer Brauerei vertrieben wird, auf dem Gelände. Auf dem Gelände befinden sich zudem gastronomische Angebote – Bistro, Restaurant, Eispavillons, Milchbar – und zahlreiche Kabanen, die für österreichische Bäder typisch sind.

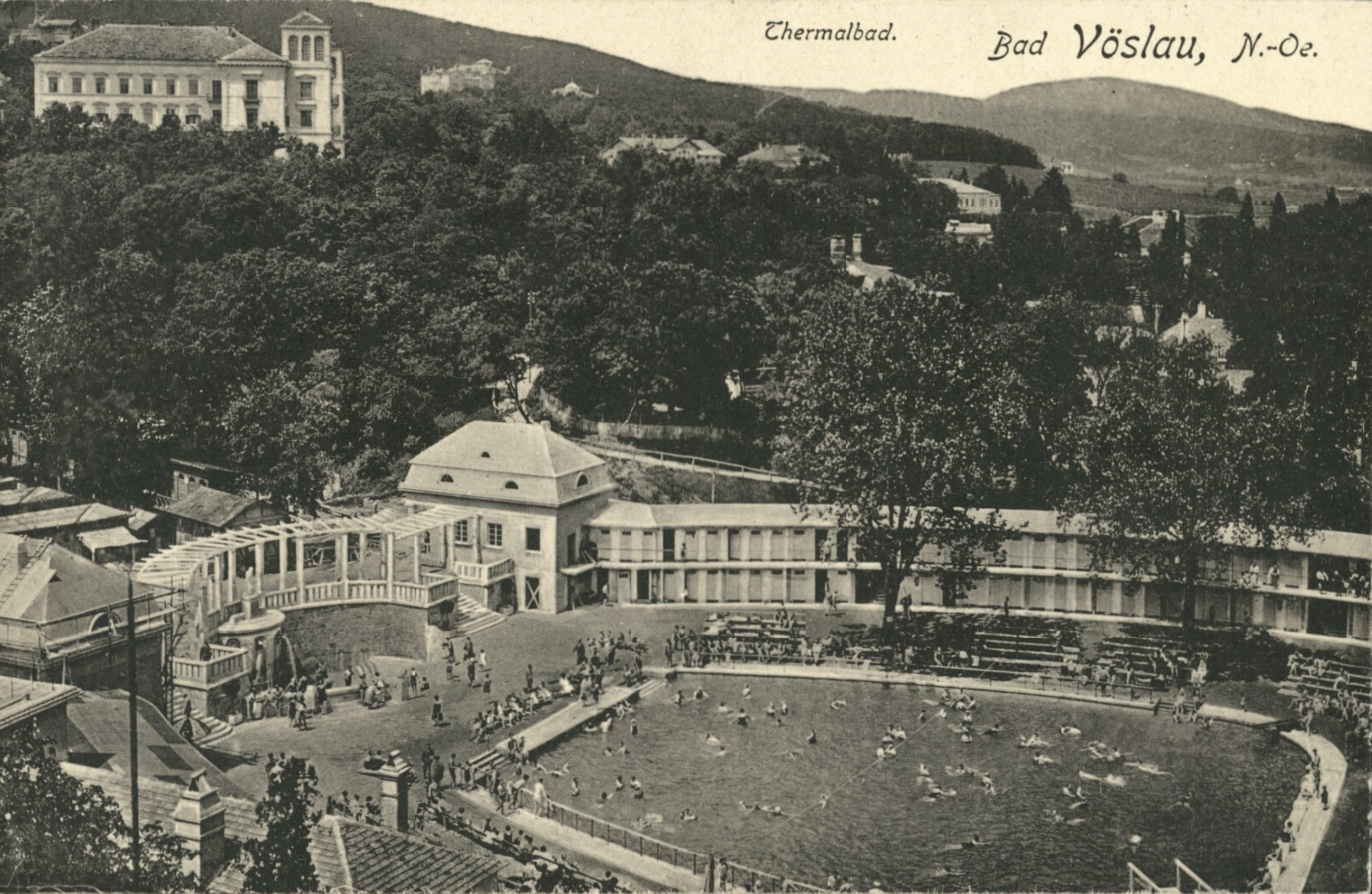
Das untere Becken im Thermalbad mit den Schwedenduschen im Jahre 1927

### Becken
Eines der vier Becken des Thermalbades – das „grüne Becken“ – ist mit Mineralwasser aus der Vöslauer Quelle befüllt. Das sogenannte „blaue Becken“ ist auf sportliche Betätigung ausgelegt und das „Waldbecken“ dient der Entspannung. Zudem gibt es ein Kinderbecken.
- Innerhalb des Grünen Beckens, das eine Temperatur von 21° hat, befindet sich eine baumbestandene Insel mit Grünflächen.
- Die Grundfläche Blauen Beckens beträgt mehr als 1.000 m². Das Becken befindet sich nahe dem Eingang des Thermalbads und ist zwischen 24° und 26° temperiert.
- Das Kinderbecken liegt neben dem Grünen Becken und wird durch Sonnensegel vor direkter Sonneneinstrahlung geschützt.
- Nördlich des Grünen Beckens befindet sich das rechteckige Waldbecken, das in die Parkanlage integriert ist.[9]

## Kultur
Das Thermalbad Vöslau ist dem Freizeitverbund „NiederösterreichCard“ angeschlossen, der durch das staatliche Unternehmen Niederösterreich-Werbung organisiert wird. Im Jahr 2020 fand der neunte „Schwimmende Salon“ im Thermalbad statt. Im Rahmen des kleinen Festivals werden Lesungen auf der Insel im Grünen Becken angeboten und Prominente aus der Kulturszene, wie Harald Schmidt oder Roland Koch, sind zu Gast. Im Jahr 2018 wurde die Anlage von 150.000 Gästen besucht.

## Sonstiges
Der in Baden ansässige Kupferschmiedmeister, Magistratsrat und Landkutscher Johann Bayer, der im Jahr 1808 das Handwerkerhaus „Beym Kupferschläger“ erworben hatte, das von 1821 bis 1823 Ludwig van Beethoven bewohnte, unterbreitete am 18. November 1821 für den Neubau des Thermalbades ein Angebot über „verzinnte Kupferbadewannen zu 130 Pfund für 265 fl. pro Stück“. Ob ihm der Auftrag erteilt wurde, ist nicht bekannt.